# TeXnicCenter
TeXnicCenter is een opensource-IDE voor het bewerken van LaTeX-documenten voor Windows 95 en hoger. Het is verkrijgbaar onder de GPL. De LaTeX-documenten kunnen omgezet worden naar PDF, DVI of PS.

## Overzicht
Het bevat onder andere syntaxiskleuring, spellingscontrole en verscheidene menu's om LaTeX-elementen en symbolen in te voegen in het document. TeXnicCenter is geen wysiwyg editor (what you see is what you get). Het is ontworpen om samen te werken met MiKTeX, een TeX/LaTeX-distributie voor Windows.
Met behulp van projecten kan men de onderdelen van het document beheren. Het invoegen van een bibliografie kan met BibTeX en een index met MakeIndex. De uitvoer van de LaTeX-compiler wordt getoond in TeXnicCenter zelf zodat men eenvoudiger de regel waar de fout optrad kan bekijken.

## Geschiedenis
Eind 1999 werd de eerste alfaversie uitgebracht door Sven Wiegand, geschreven in C++. Sindsdien hebben hijzelf en anderen bijgedragen aan verschillende onderdelen van het programma. De software bleef lang in bèta, hoewel deze reeds stabiel was. De stabiele versie van de 2.x-tak verscheen op 14 september 2013 als versie 2.01.